# Uchū Senkan Yamato
Uchū Senkan Yamato (japanisch 宇宙戦艦ヤマト; deutsch etwa „Kriegsraumschiff Yamato“), auch bekannt als Space Battleship Yamato, ist eine Anime-Serie aus dem Jahr 1974. Die Serie besteht aus insgesamt 77 Folgen in drei Staffeln. Außerdem wurde der Stoff mehrmals in Filmen und Original Video Animations umgesetzt.
Das Werk gilt als eines der bedeutendsten in der Geschichte des Animes, da es in Japan und den USA ein neues Publikum für die Gattung erschloss und mit dem ernsthaften Science-Fiction und Space Opera ein neues Genre begründete.

## Handlung
Im Jahre 2199 ist die Menschheit während eines langjährigen Kriegs gegen die Gamilonier (Gamilons) fast an den Rand der Auslöschung getrieben worden. Tapfer hält die Flotte eine Verteidigungsstellung auf der Mars-Pluto-Linie. Das kann die Gamilonier jedoch nicht davon abhalten, die Erde mit riesigen Asteroiden zu bombardieren. Die radioaktiven Isotope, die darin enthalten sind, haben die Überlebenden in unterirdische Bunker-Städte vertrieben. Die Vorräte sind knapp, Radioaktivität dringt überall ein und die Prognosen stehen schlecht. Nur noch ein Jahr soll Leben in diesen Enklaven möglich sein.
Da starten die Gamilonier einen Großangriff gegen die Erdenflotte, viele Schiffe überrennen die Verteidiger im Handstreich. Der Rückzugsbefehl des Oberbefehlshabers Admiral Juzo Okita kommt zu spät und wird von vielen Schiffsführern nicht beachtet. So sterben in der Schlacht nicht nur sein einziger Sohn, sondern auch der Bruder von Susumu Kodai. So gelingt es nur der Fregatte des Oberkommandierenden, zur Erde zurückzukehren, zur Enttäuschung der Hinterbliebenen. Durch das Opfer ist es den Gamiloniern vorerst unmöglich, direkt auf der Erde zu landen. Das Ziel dieser Angriffe ist es wohl, die Erde zu entvölkern und einen neuen Heimatplaneten für das selbst auf der Flucht befindliche Volk der Gamilonier zu erzeugen.
Nun trifft unerwartet eine Nachricht von den ebenbürtigen Erzfeinden der Gamilonier, den Iscandariern ein. Königin Starsha bietet der Menschheit eine Rettungsmöglichkeit, nämlich Biokonvertoren (Cosmo Cleaner D), die die Erde wieder bewohnbar machen könnten. Kapitän Okita muss nur ein Schiff mit dem Antrieb namens Wave-Motion-Engine ausstatten und zu den Iscandariern fliegen. Zum Glück hat die militärische Führung schon vor einigen Monaten angefangen, ein Schlachtschiff für diese Aufgabe auszurüsten: ein aus der japanischen Yamato gebautes Raumschiff. Dieses ist zugänglich, da die Meere durch die Angriffe der Gamilonier ausgetrocknet sind.
Admiral Jūzō Okita und Susumu Kodai übernehmen das Kommando über die Yamato und sollen durch die feindlichen Linien bis nach Iscandar fliegen. Zur Besatzung zählen außerdem Daisuke Shima, der Schiffsarzt Dr. Sado und die mit Kodai gut befreundete Navigatorin Yuki Mori. Auf dem Schiff befindet sich zudem der Mechaniker-Roboter Sandor.
Jahre später, nachdem die Erde gerettet wurde, soll die Yamato außer Betrieb genommen werden. Doch als das noch viel mächtigere Comet-Imperium die Erde angreift, erweisen sich die neueren Schiffe als nutzlos und die Yamato muss erneut zum Einsatz kommen.

## Stilistische Mittel
Die Serie bedient sich weniger der bei amerikanischen Produktionen typischen filmischen Mittel von schnellen Actionszenen und Aufnahmen aus mittlerer Entfernung. Stattdessen werden häufig langsame „Kamera“fahrten, Nahaufnahmen der Figuren und Blickwinkel der Handelnden verwendet. Die Establishing Shots sind langanhaltend und beinhalten oft unerwartete Kameraschwenks.

## Produktion und Veröffentlichung

### Japanische Serie
Die erste Staffel der Serie mit 26 Folgen wurde 1974 unter der Regie von Leiji Matsumoto und Noboru Ishiguro von Academy Productions produziert. Das Mecha-Design übernahm Studio Nue. Das Charakterdesign stammt von Nobuhiro Okasako und Tsunehiro Okasako. Ursprünglich war eine 39-teilige Serie geplant, jedoch wurden wegen Überschreitung des Budgets und später abnehmenden Zuschauerzahlen nur 26 Folgen produziert.
Die Serie wurde vom 6. Oktober 1974 bis zum 30. März 1975 von Yomiuri TV in Japan ausgestrahlt. Nach dem Erfolg von Star Wars 1977 wurde die Serie erneut und mit großem Erfolg zur besten Sendezeit gezeigt und eine zweite Staffel mit ebenso 26 Folgen folgte von 14. Oktober 1978 bis 7. April 1979. Die dritte Staffel mit 25 Folgen wurde vom 11. Oktober 1980 bis zum 4. April 1981 erstmals ausgestrahlt.

### US-amerikanische Bearbeitung
Unter dem Eindruck des weltweiten Erfolgs von Star Wars und in der Aussicht, mit Science-Fiction im Weltraum ebenfalls ein großes Publikum ansprechen zu können, erwarb Westchester Films die Rechte an Yamato für die USA. Die Serie wurde von Claster Studios bearbeitet, um für das US-amerikanische Kinderprogramm geeignet zu sein, und unter dem Titel Star Blazers 1979 über Regionalsender ausgestrahlt. Bei der Bearbeitung wurden die japanischen Namen durch englische ersetzt und einige Charaktere verändert, so wurde ein Transvestit aus der Serie großteils herausgeschnitten und bei seinen wenigen Auftritten als Agent in Verkleidung vorgestellt. Auch die Herkunft der Yamato, ein japanisches Kriegsschiff aus dem Zweiten Weltkrieg (genauer: Pazifikkrieg), wird nicht mehr erwähnt. Der Tod von Figuren wurde aus der Handlung herausgeschrieben, der Soundtrack verändert und emotionale, ruhige Szenen gekürzt.
Die Serie wurde auch ins Italienische, Spanische und Portugiesische übersetzt.

### Synchronsprecher
| Rolle         | japanischer Sprecher (Seiyū) |
| ------------- | ---------------------------- |
| Jūzō Okita    | Goro Naya                    |
| Susumu Kodai  | Kei Tomiyama                 |
| Daisuke Shima | Shūsei Nakamura              |
| Yuki Mori     | Yōko Asagami                 |

### Musik
Die Musik der Serie wurde komponiert von Hiroshi Miyagawa. Vorspannlied der ersten Staffel ist Uchū Senkan Yamato (宇宙戦艦ヤマト), der Abspanntitel Makka na Scarf (真赤なスカーフ Makka na Sukāfu), beide von Isao Sasaki.

## Adaptionen

### Manga
Leiji Matsumoto zeichnete eine Manga-Adaption der Serie, die von November 1974 bis April 1975 im Magazin Bōken Ō von Akita Shoten erschien und auch in drei Sammelbände zusammengefasst wurde.

### Animeserien
Drei weitere Serien des Franchises wurden seit 1978 veröffentlicht. 1978 wurde in 26 Folgen die Geschichte des Kampfs der Erde gegen das Comet-Imperiums im Kinofilm von 1978 als Uchū Senkan Yamato 2 nacherzählt, im Jahr 1980 wurde Uchū Senkan Yamato III mit dem Bolan-Imperium eine dritte 26-Folgen-Serie ausgestrahlt.
2012 wurde mit Uchū Senkan Yamato 2199 (宇宙戦艦ヤマト2199 englisch Star Blazers 2199 – Space Battleship Yamato) eine neue Anime-Fassung der leicht abgewandelten Originalgeschichte zunächst als acht Kinofilme veröffentlicht, ehe die Serie ab Juli 2013 im jap. Fernsehen ausgestrahlt wurde. In Deutschland veröffentlicht KSM Anime die Serie.

### Animefilme
1977 entstand außerdem ein gleichnamiger Anime-Film, der die Geschichte als Zusammenschnitt der Serie in 130 Minuten erzählt. Diesem folgte 1978 der Film Saraba Uchū Senkan Yamato – Ai no Senshitachi. Zwei weitere wurden mit Yamato yo Eien ni (ヤマトよ永遠に) 1980 und Uchū Senkan Yamato – Kanketsu-hen (宇宙戦艦ヤマト・完結編) 1983 produziert. Der zweite und dritte Film erzählen eine eigenständige Geschichte, basierend auf Geschichte und Charaktere der Serie. Während der 1980er Film auf die dritte Staffel einleitete, stellte der 1983 Film einen damals gewollten Abschluss mit dem erneuten Untergang der Yamato dar.
2009 folgte unter dem Titel Uchū Senkan Yamato Fukkatsu-hen ein neuer Film von Studio Enagio. Dieser Film spielt nach der dritten Staffel (mit Anleihen an den 1983er Kinofilm) und stellte seitdem den Abschluss der originalen Zeitlinie der Serie dar.
Die 2013 ausgestrahlte Serie Uchuu Senkan Yamato 2199 wurde zuvor ab August 2012 in 8 Teilen in den jap. Kinos premiert, diese Serie stellt den Beginn einer Neuadaption des Franchises dar.

### OVAs
Von 1994 bis 1996 kam in Japan die vierteilige OVA Yamato 2520 heraus. 2004 bis 2007 folgte die fünfteilige OVA Dai Yamato Zero-go.

### Realfilm
Im Dezember 2010 kam eine Realverfilmung der Serie in die japanischen Kinos (siehe Space Battleship Yamato). In der Hauptrolle Takuya Kimura, der den Taktischen Offizier Susumu Kodai spielt. Die Regie bei dem von Tokyo Broadcasting System produzierten Film führt Takashi Yamazaki.

## Rezeption und Analyse
Die Serie war zu ihrer Zeit die beliebteste Serie im japanischen Fernsehen. Auch die neuen Staffeln waren stets erfolgreich. Der Erfolg kam dabei unerwartet, da einem ernsthaften Science-Fiction-Anime keine großen Chancen beim breiten Publikum eingeräumt wurden. So veränderte der Anime auch die Erwartungen an Animes in Japan. Yamato war der erste große Erfolg von Leiji Matsumoto und brachte ihm große Bekanntheit. Es folgten Serien, die ebenso im Weltraum handelten, wie Die Abenteuer des fantastischen Weltraumpiraten Captain Harlock und Ginga Tetsudō 999.
Die US-amerikanische Fassung Star Blazers war eine der ersten Anime, die in die USA kamen, die zwar nachbearbeitet wurden, deren japanischer Ursprung aber nicht verleugnet wurde. Die Fans der Serie in den USA begründeten die dortige Anime-Fanszene mit. So war der 1980 gegründete amerikanische Star Blazer Fanclub einer der ersten Anime-Fanclubs in den USA. Das laut Fred Patten erste parodierende Anime Music Video wurde 1982 mit Szenen aus Yamato aufgeführt. Auch andere Fanclubs und Magazine gründeten sich im Umfeld der Star Blazer-Fangemeinde und erweiterten sich später auf andere Animes. Die Serie trug so wesentlich zur Bekanntheit und Beliebtheit von Animes in Amerika bei.
Laut Marvin Gleicher von Manga Entertainment zeigte Star Blazer erstmals, dass auch eine Anime-Serie mit einer fortlaufenden Handlung über viele Folgen in den USA erfolgreich sein könne. Patrick Drazen nannte dies eine „Offenbarung“ für die damalige Zeit. Fred Patten bezeichnet Yamato als „Nacherzählung des Zweiten Weltkrieges als zukünftigen Weltraumkrieg mit Raumschiffen wie Kriegsschiffen und spannenden politischen Intrigen“.
Laut Antonia Levi war die Handlung der Serie einfach, aber die Charakterentwicklung vielfältig. Trotz der frühmorgendlichen Ausstrahlung im Kinderprogramm sei die Serie auch in den USA von Jugendlichen gesehen worden. Nach Levi folgt die Handlung einem typischen Muster von Animes: Die zusammengewürfelte Mannschaft lernt sich durch die verschiedenen Abenteuer kennen und findet zusammen. Dabei entstehen enge Beziehungen, in denen die Protagonisten auch bereit sind, sich für den anderen zu opfern. Auch die japanischen Ideale von Pflichtbewusstsein und Loyalität sind immer wieder Thema von Yamato. Als Besonderheit stellt Levi heraus, wie die Serie mit dem Tod umging. Am Tod einer Person wird Anteil genommen und es folgt nicht nur Trauer, sondern auch falsche Verdächtigungen und Rache. Auch plötzliche, unerwartete und sinnlose Tode kommen vor. Dies stehe im Gegensatz zu allen anderen Serien in den USA zu dieser Zeit, in denen das Thema Tod vermieden wurde.
Alexander Zahlten betont, dass in der Serie auch ein „fragwürdiger Umgang mit Nationalbewusstsein und Erinnerungskultur“ erkennbar sei, ziehen doch Japaner auf der geborgenen Yamato in den Krieg. Lawrence Eng schreibt der Serie einen „visionären Erzählstil“ zu, der eine ganze Generation inspirierte und die Anime-Fangemeinde auch in Japan begründete.
Die deutsche Zeitschrift AnimaniA bezeichnet die Serie als einen der Meilensteine der Anime-Geschichte, der ein völlig neues Publikum in Japan und den USA erschlossen habe. Trotz vieler Schwächen aus heutiger Sicht, wie relativ schlechte Animation und oft übertriebene Dramatik, könne die Serie noch immer begeistern. Für ihre Entstehungszeit sei aber insbesondere die Animationsqualität beachtlich.
Douglas Coupland lässt in seinem Roman Generation A eine der Hauptfiguren über Space Battleship Yamato sprechen.

## Aum-Sekte
Der Gründer und ehemalige Führer der Aum-Sekte, Shōkō Asahara, schöpfte viele seiner Ideen aus Uchū Senkan Yamato.